# الجيل (إب)

تعديل مصدري - تعديل

الجيل محلة تابعة لقرية قاحان العليا، التابعة لعزلة ريمان بمديرية إب إحدى مديريات محافظة إب في الجمهورية اليمنية.، بلغ تعداد سكانها 41 حسب تعداد اليمن لعام 2004.